# 堤抄子
堤 抄子（つつみ しょうこ、8月1日 - ）は、日本の漫画家。大阪府豊中市出身。京都市立芸術大学大学院美術研究科修了。嵯峨美術短期大学美術学科マンガ分野マンガ領域教授。

## 経歴など
1987年、『コミックボックス』（ふゅーじょんぷろだくと）に再録の同人誌作品「クラリオンの子供たち」でデビュー。主にスクウェア・エニックス系列の雑誌などで活動、緻密な設定の本格ファンタジーSFを描く。代表作は、『聖戦記エルナサーガ』など。初単行本であり短篇集である「クラリオンの子供たち」では巻末にて収録作品『ラプンツェル異聞』に対し宮﨑駿が書いた書評が記載された。
以前、唯登詩樹のアシスタントをしていた。同じく作家で京都出身の浅野りんとは仲が良い様子。単行本のオマケ漫画によると結構な紛失癖がある。また『月刊ニュータイプ』では1994年7月号より「堤抄子の人間化計画」を連載。そのうちのいくつかは『聖戦記エルナサーガ』第7巻（旧版）に収録された。
2010年以降、講師業の傍ら雑誌連載や、西川貴史と共に、18禁アニメの日常パートの絵コンテを担当する。
愛称の「つっつー」は2ちゃんねるにおいてファンにより勝手に名付けられたもの。

## 略歴
- 1987年 - 「クラリオンの子供たち」によりデビュー。
- 1993年 - 『聖戦記エルナサーガ』連載開始。
- 1996年 - 『STAR GAZER〜星に願いを〜』連載開始。
- 1999年 - 『妖狐伝義経千本桜』連載開始。
- 2002年 - 『アダ戦記』連載開始。
- 2002年 - 『聖戦記エルナサーガII』連載開始。
- 2006年 - 『エスペリダス・オード』連載開始。
- 2007年 - 『平安Haze』連載開始。
- 2011年 - 『君と朝まで』連載開始。

## 作品リスト

### 連載終了
- クラリオンの子供たち（ふゅーじょんぷろだくと、1993年、ISBN 4-89393-133-4）
  - 増補新装版（復刊ドットコム）
- 聖戦記エルナサーガ
  - 旧版：Gファンタジーコミックス（エニックス）
  - 新装版：Gファンタジースーパーコミックス（エニックス→現スクウェア・エニックス）
- STAR GAZER 〜星に願いを〜（ガンガンコミックス （エニックス））
  1. 1996年。ISBN 4-87025-172-8
  2. 1997年。ISBN 4-87025-200-7
  3. 1997年。ISBN 4-87025-226-0
- 妖狐伝義経千本桜（Gファンタジーコミックス （エニックス））
- 聖戦記エルナサーガII（Gファンタジーコミックス（エニックス→現スクウェア・エニックス））
- アダ戦記（コミックZERO-SUM（一賽舎→現一迅社））
- エスペリダス・オード（月刊ComicREX（一迅社））※2010年3月号を以て第一部完としている。
- 平安Haze（コミック怪（角川書店））
- 君と朝まで（まんがタイムラブリー（芳文社））

## 18禁アニメ
- 恋騎士 Purely☆Kiss The Animation （2013年-2014年）絵コンテ※西川貴史と連名
- ランス01 光をもとめて THE ANIMATION （2014年-2016年）絵コンテ※西川貴史と連名、世界地図